# Ludwig & Mayer
Ludwig & Mayer war eine Schriftgießerei in Frankfurt am Main.

## Geschichte
Das Unternehmen wurde im Jahr 1875 als Schriftgießerei C. J. Ludwig von Carl Jacob Ludwig in der Eckenheimer Landstraße gegründet. Ludwig war zuvor zehn Jahre als Buchhalter bei der Schriftgießerei Flinsch tätig gewesen. Nach dem Eintritt von Ludwig Mayer als Teilhaber 1883 firmierte das Unternehmen als Ludwig & Mayer. Im Jahr 1911 zog die Firma in die Hanauer Landstraße 187/189. Im Zweiten Weltkrieg wurde der Betrieb zerstört und in den Nachkriegsjahren wieder aufgebaut. In den 1950er Jahren zählte die Firma wieder zu den führenden Schriftenherstellern Deutschlands und kooperierte mit dem italienischen Hersteller Simoncini.
Bekannte Schriftgestalter, die für Ludwig & Mayer arbeiteten, waren u. a. Fritz Helmuth Ehmcke, Jakob Erbar, Karlgeorg Hoefer, Walter Höhnisch und Ilse Schüle. Auch Richard Ludwig, Rugbyspieler und Sohn des Firmengründers, betätigte sich als Typograf.
1984/85 wurde das Unternehmen geschlossen. Die Rechte an den gängigen Schriften übernahm der Schriftenhersteller Neufville in Barcelona.

## Bekannte Schriften
- Aharoni von Tuvia Aharoni, 1935
- Candida von Jakob Erbar, 1936
- Charme von Helmut Matheis, 1957
- Contact von Helmut Matheis
- Dominante von Johann Schweitzer
- Elegance von Karlgeorg Hoefer
- Erbar-Grotesk von Jakob Erbar, 1926
- Matheis-Mobil von Helmut Matheis
- Permanent von Karlgeorg Hoefer, 1962
- Rhapsodie von Ilse Schüle, 1951

## Weblink
- PDF des Klingspor-Museums mit Schriftenliste (42 kB)